# 柳州普通話
柳州普通話，簡稱柳普，一種普通話變體，是以柳州官話爲母語的人羣在習得普通話過程中產生的中介語。
柳州話屬於西南官話桂柳片，與同是以官話爲語音基礎的普通話有親緣關係，卻又受到周邊漢語方言，甚至壯、苗、侗等民族語言影響。這讓柳州話在語音上大部分和普通話語音對應整齊，也有相當的差異。而作爲中介語言產生的柳州普通話，也大致繼承了以上特點。

## 聲韻調

### 聲母
柳普的聲母比普通話和柳州話都要簡化。
- 柳普無捲舌音，凡普通話中捲舌音 [ʈʂ]、[ʈʂʰ]、[ʂ]，一概讀如齒齦音 [ʦ]、[ʦʰ]、[s]。
- 柳普中往往將普通話中濁捲舌擦音 [ʐ] 發作 [j] 或 [i] 。
- 柳普有軟顎鼻音 [ŋ]，普通話中部分零聲母開頭的字會加上 [ŋ] 音。

### 韻母
與聲母相比，柳州普通話的韻母更接近柳州話，大多同柳州话，顯示受柳州話的影響更大。
- 柳普存在大量鼻化元音。普通話 [an]、[iɛn]、[uan]、[yɛn] 讀如 [ã]、[iẽ]、[uã]、[yẽ]。
- 複合韻母單元音化。普通話 [ai]、[ao] 開口度減小，讀如 [æ]、[ɑ]，趨向圓脣。
- 柳普無後鼻音，普通話 [ɤŋ]、[iɤŋ] 和 [ən]、[in] 皆讀如 [ɐn]、[iən]。
- 柳普中， [p]、[pʰ]、[m]、[f] 能與 [oŋ] 相拼，凡普通話 [pɤŋ]、[pʰɤŋ]、[mɤŋ]、[fɤŋ] 皆讀如 [poŋ]、[pʰoŋ]、[moŋ]、[foŋ]。
- 介音 [u] 脫落，普通話 [uei] 讀如 [ɐi] 。
- 介音 [i] 發音更爲短促，近乎消失。
- 柳普将普通话中[əɻ]讀如[ə]。

### 聲調
|        | 陰平 | 陽平 | 上聲 | 去聲 |
| ------ | ---- | ---- | ---- | ---- |
| 柳普   | 33   | 24   | 21   | 41   |
| 普通話 | 55   | 35   | 214  | 51   |

- 由于柳州話的入聲整齊地派入陽平，故柳普會將古入聲字念作普通話陽平調。

### 语流音变
柳州普通话直接套用方言习惯，缺乏普通话的儿化、轻声、变调等特征。